# 大平真嗣
大平　真嗣（おおひら しんじ、1984年3月28日 - ）は、日本の俳優。東京都出身、身長168cm、A型。特技は、アクション・殺陣・乗馬。NHK大河ドラマの殺陣師、林邦史朗に師事し、2009年から活動を始める。

## 出演作品

### テレビドラマ
- 八重の桜 49話 来島恒喜（2013年、NHK）
- 薄桜記 （2012年、NHK）
- 梅ちゃん先生 闇市の男（2012年、NHK）
- 平清盛 （2012年、NHK）
- 妖怪人間ベム 1話 犯人（2011年、日本テレビ）
- 江〜姫たちの戦国〜 剣術指南（2011年、NHK）
- 新選組血風録 5話 薩摩藩士（2011年、NHK）
- 隠密八百八町 （2011年、NHK）
- 正月時代劇　隠密秘帖 （2011年、NHK）
- 龍馬伝 （2010年、NHK）
- さよならアルマ （2010年、NHK）
- まっつぐ　鎌倉河岸捕物控 （2010年、NHK）
- 天地人 （2009年、NHK）
- オトコマエ2 （2009年、NHK）
- 陽炎の辻3 雑賀衆蝙蝠組（2009年、NHK）
- 陽炎の辻2 （2008年、NHK）
- オトコマエ （2008年、NHK）
- 篤姫 （2008年、NHK）

### テレビ
- 今夜はヒストリー ＃43　五稜郭の戦い（2012年、TBS）
- 笑神降臨　ますだおかだ編 （2008年、NHK）
- 秘密のちかランド （2008年、NHK）
- アインシュタインの眼 （2008年、NHK）

### CM
- 東北新社　缶コーヒー　BOSS（2009年）

### 舞台
出演作品
- 林邦史朗 芸能生活50周年記念舞台 〜名残〜 前進座劇場
- 新・七夕伝説 煌星☆天女 池袋 シアターグリーン / 仙台 演劇工房10-BOX
- ESORA ジュゼッペ・エイブラムス役(2016年)
- 47男子 福井神(2017年)